# Acritus quilleroui
Acritus quilleroui är en skalbaggsart som beskrevs av Yves Gomy 1984. Acritus quilleroui ingår i släktet Acritus och familjen stumpbaggar. Inga underarter finns listade i Catalogue of Life.